# Scopula pallida
Scopula pallida är en fjärilsart som beskrevs av Chalmers-hunt 1961. Scopula pallida ingår i släktet Scopula och familjen mätare. Inga underarter finns listade.